# تورم (مقاطعة تشرداول)
تورم (بالفارسية: تورم) هي قرية تقع في قسم زردلان الريفي (مقاطعة تشرداول) في إيران. يقدر عدد سكانها بـ 22 نسمة .